# Breek me
Breek me (Engels: Unravel Me) is een sciencefictionroman uit 2013 van de Amerikaanse schrijfster Tahereh Mafi. Het boek is deel 2 van de Touching Juliette-trilogie.

## Verhaal
Juliette en Adam zijn toegekomen op de rebellenbasis Omega Point. Daar moet ze leren omgaan met haar gave en ook met haar eigen minderwaardigheidscomplex. Ze heeft niet enkel gevoelens voor Adam maar ook tegenstrijdige gevoelens voor Warner, waar ze moeilijk mee overweg kan.

## Informatie
Het verhaal wordt verteld vanuit het oogpunt van Juliette en situeert zich in de tijd tussen deel 1,5 Destroy Me (Verwoest me) en deel 2,5 Fracture Me (Versplinter me). 